# 豊橋鉄道モ3700形電車
■カテゴリ / ■テンプレート

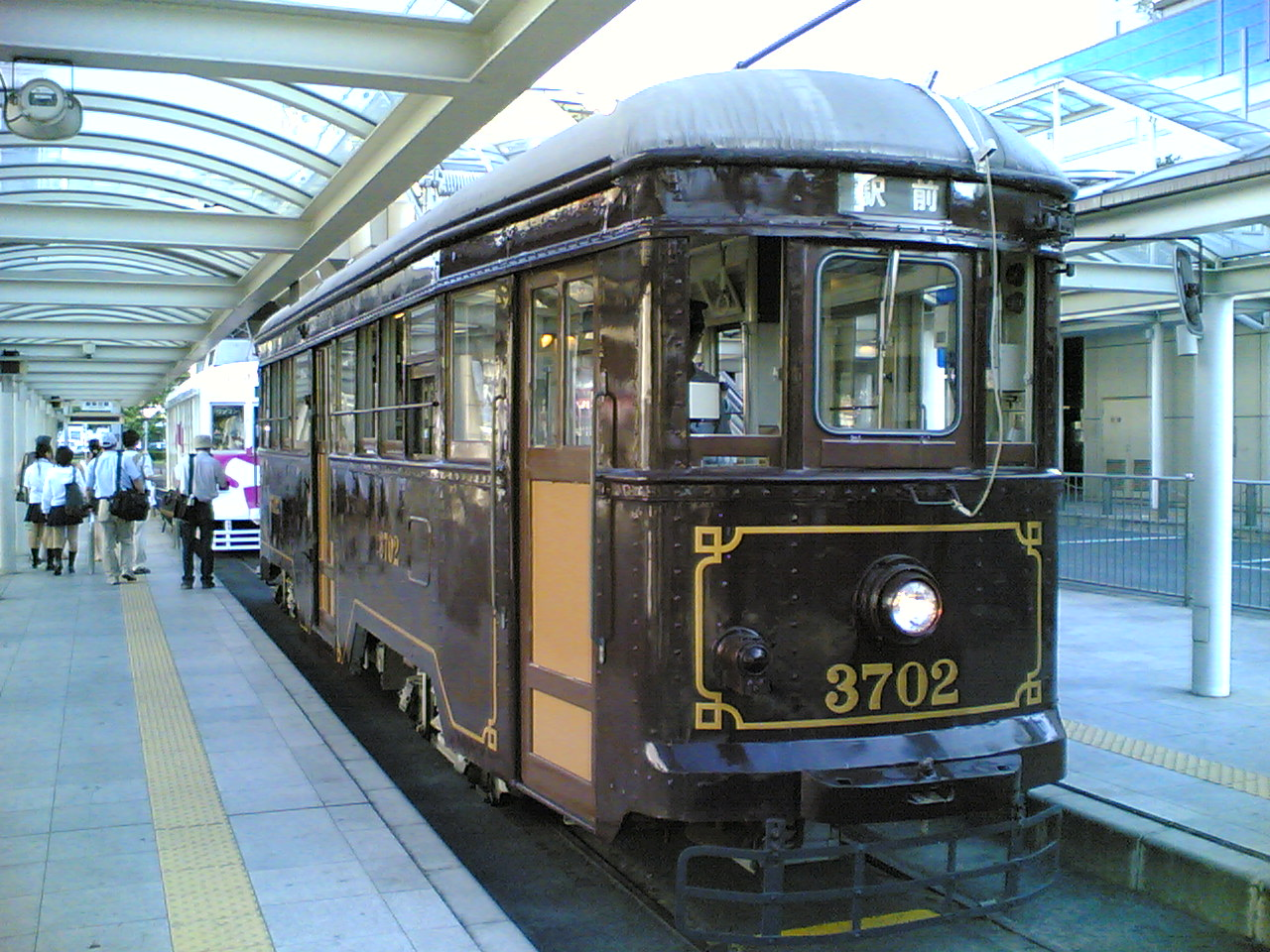
モ3700形「レトロ電車」（駅前にて、2005年8月）

豊橋鉄道モ3700形電車（とよはしてつどうモ3700かたでんしゃ）は、かつて豊橋鉄道が保有していた市内線（東田本線・柳生橋支線）用の電車である。
1963年（昭和38年）に名古屋市電より移籍した車両である。合計4両が導入されたが次第に廃車され、「レトロ電車」に改装され残っていた1両も2007年（平成19年）に廃車となった。

## 名古屋市電在籍時代
前身の名古屋市電時代はBLA形または1200形と呼称されていた。1927年（昭和2年）に製造された日本初の半鋼製低床ボギー車で、メーカーは日本車輌製造と東洋車輌である。大正末期の車両の大型化と半鋼製化の傾向に刺激されて計画され、試作車2両が1927年3月に完成、1928年（昭和3年）3月までに引き続き8両が製造された。車両番号は1201から1210まで。
10両中2両は太平洋戦争中に戦災で全焼し、1963年（昭和38年）に6両が廃車、残りの2両は1967年（昭和42年）まで使用された。豊橋鉄道に移籍した4両は、1963年に廃車された車両を購入したものである。

## 豊橋鉄道移籍後

### 豊橋鉄道への移籍
豊橋鉄道は、1963年に名古屋市電で廃車となった6両のうち1202（元1209）・1204・1205・1206の4両を1963年7月15日付で譲り受けた。同じ日に名古屋市電の900形6両（豊橋鉄道ではモハ800形）も購入しており、旧型単車のモハ200形・モハ300形・モハ400形・モハ500形を置き換えた。
登場時はモハ700形とされ、車両番号は701 - 704となった。車体色は黄色と緑色で、ワンマン運転非対応のツーマン車だった。豊橋鉄道への移籍に際して、排障器と、方向幕左側に続行灯が取り付けられた。
1964年（昭和39年）7月22日には形式称号の改正が実施され、モハ700形からモ700形に変更された。

### ワンマン改造と一部の廃車
移籍後は東田本線のみで使用され、単車モハ500形のワンマンカーが導入されていた柳生橋支線では使用されなかった。だが柳生橋支線のボギー車化を行うため、1967年にモ700形にワンマン改造が実施された。このため、1967年12月6日から柳生橋支線の電車はボギー車に置き換えられた。
ワンマン改造は702と704に対して行われ、バックミラー・ブレーキ灯・放送機器などが新たに取り付けられた。ワイパーの自動化に伴い、3枚ある車体前面の窓のうち中央の窓がHゴム支持に変更された。前面窓にはワンマン表示板も取り付けられている。集電装置はビューゲルからZパンタに変更された。塗装も、クリーム色の車体に赤の帯を巻いた「新豊鉄色」に変わった。
ワンマン改造が行われなかった701と703は東田本線で使用され、1968年（昭和43年）にワンマンカーと同様に集電装置がZパンタに取り替えられた。1968年11月1日の車両形式・番号の改定ではモ700形からモ3700形に変わり、車両番号も701 - 704から3701 - 3704に変更された。
東田本線のワンマン運転開始に際して、ワンマン化改造が行われなかった3701と3703の2両は1971年（昭和46年）9月15日付で廃車された。
ワンマンカーの2両は1972年（昭和47年）7月から8月にかけて、車体中央の中扉を二枚両引きから一枚扉に改造した。この2両は1976年（昭和51年）3月7日に柳生橋支線が廃止されたのちも東田本線に移籍し使用され続けたが、モ3200形の導入に伴い3704は1977年（昭和52年）1月11日付で廃車された。

### 「レトロ電車」として
唯一残った3702は、1981年（昭和56年）にモ3200形が増備されると予備車のような存在となった。そのため、側面の車体広告を解除し、同年8月20日から側面の赤帯部分に「私は日本最初の半鋼製低床ボギー車です…これからも元気にがんばります」というキャッチコピーが書き入れられた。1990年（平成2年）7月14日からはギャラリー電車に衣替えし、赤帯のキャッチコピーも「ギャラリー電車」に書き換えられた。1994年（平成6年）2月6日には鉄道友の会の「エバーグリーン賞」を受賞している。
1996年（平成8年）8月25日をもってギャラリー電車の運行を終了し、その後「レトロ電車」に改装された。改装工事は「とよはし市電を愛する会」の呼びかけで集められた募金を基に施工され、製造当時の塗装への復元とダミーのトロリーポールの設置が行われた。同年10月14日からレトロ電車としての運行を開始し、団体臨時運転または休日昼間のダイヤに組み込まれて運用された。
2005年（平成17年）以降は運用を離脱し赤岩口車庫に留置されていたが、2007年（平成19年）3月25日に最終運行を行い廃車となった。廃車後の3702は静態保存され、2008年（平成20年）7月27日に開業した豊橋市松葉町のこども未来館（愛称：ここにこ）で展示されている。展示にあたっては片方の運転台がシミュレーション用に改造され、電車運転の疑似体験ができる。

## 主要諸元
- 製造者 : 東洋車輌（3701・3703・3704）、日本車輌製造（3702）
- 定員 : 100人（座席は28人）
- 自重 : 16.9トン（3701・3703）、17.0トン（3702・3704）
- 全長：12,432mm
- 全幅：2,206mm
- 全高：4,200mm
- 台車 : 日本車輌製造製・ブリル39E形系（車輪径は610mmと690mm）
- 軸距 : 1,370mm
- 電動機 : HS-306E（33.6kw）2個

主電動機は製造時にはAEG253A,MB172LR,AEG253A2を搭載していたが、名古屋市電時代の1950年に新造のSN型に交換されている。参考文献の『路面電車と街並み 岐阜・岡崎・豊橋』では全車がHS306Eとされているが、SN型より出力の劣るHS306Eに交換された理由や時期、入手経路については不明である。